# Виндиш
Виндиш (нем. Windisch) — коммуна в Швейцарии, в кантоне Аргау.
Входит в состав округа Бругг. Население составляет 7920 человек (на 31 декабря 2021 года). Официальный код — 4123.
Виндиш расположен в 3 км к северо-востоку от Бругга на полуострове, образуемом слиянием рек Аре и Ройс, на месте римского города Виндониссы, одного из значительных городов Гельвеции, разрушенного алеманнами, гуннами и франками. В Виндише расположен бывший монастырь Кёнигсфельден (ныне психиатрическая клиника) на месте, на котором в 1308 году был убит император Альбрехт I Иоанном Отцеубийцей.

## Фотографии

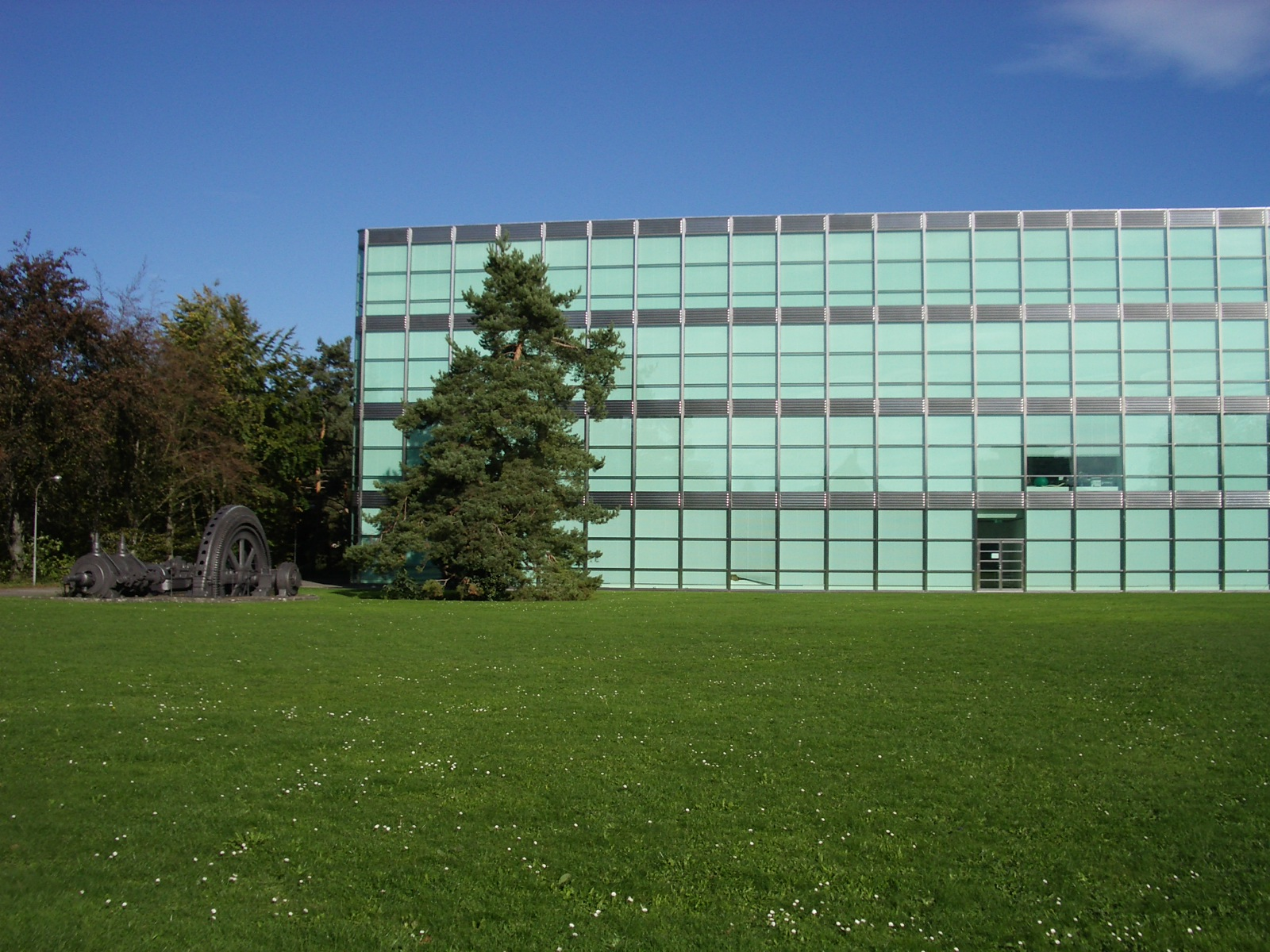
Университет прикладных наук Северо-западной Швейцарии (ранее — техникум Brugg-Windisch)
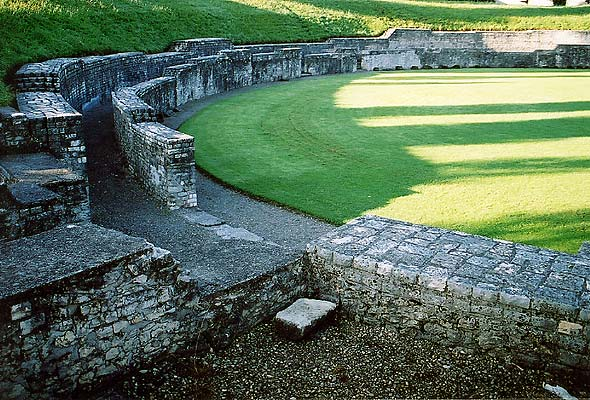
Римский амфитеатр
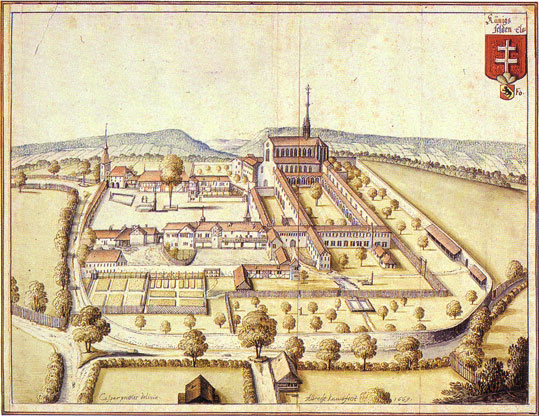
Монастырь в 1669 году
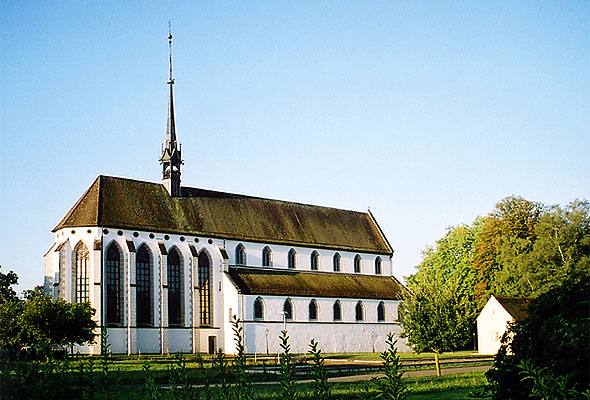
Монастырская церковь
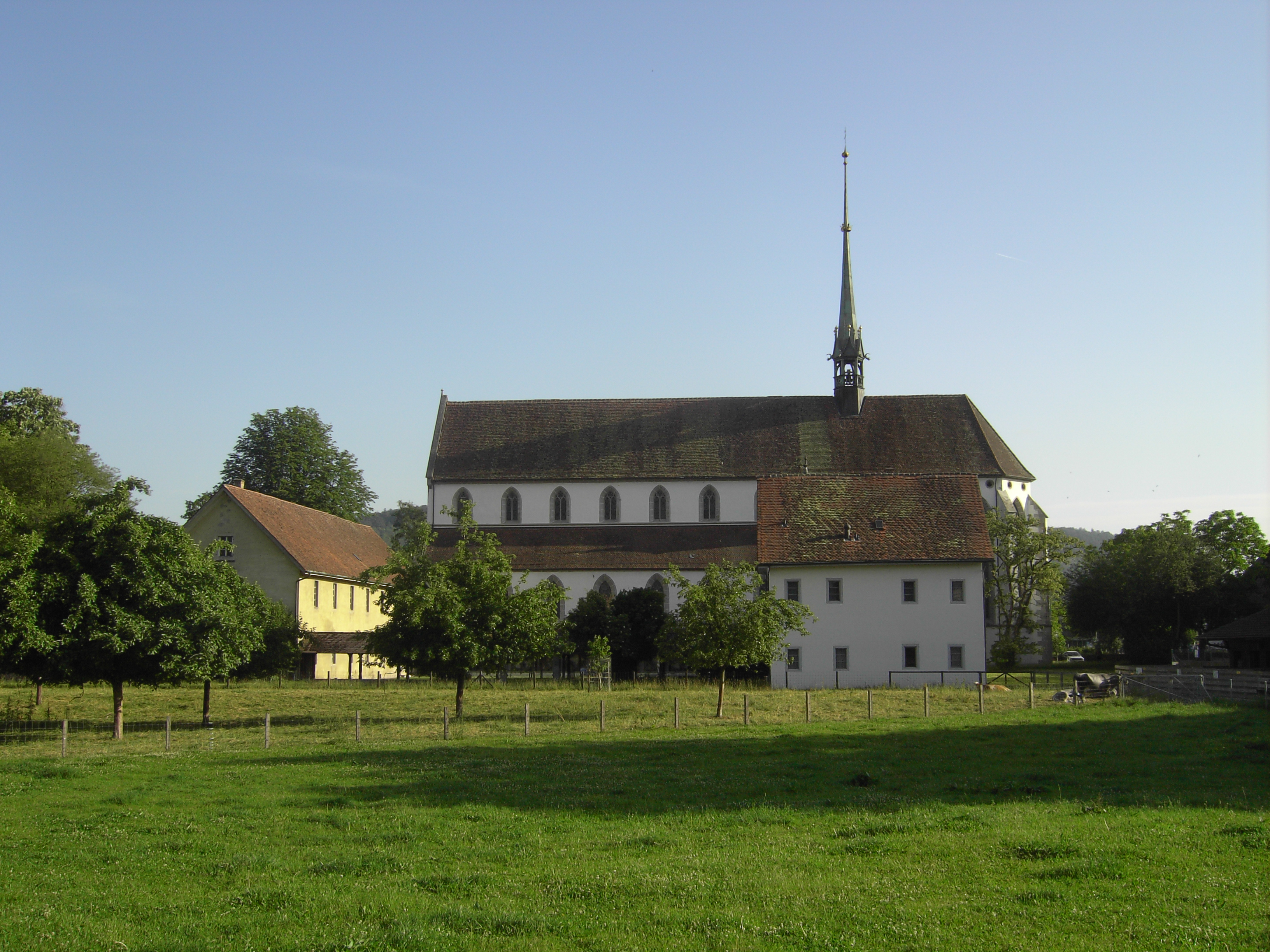
Монастырь
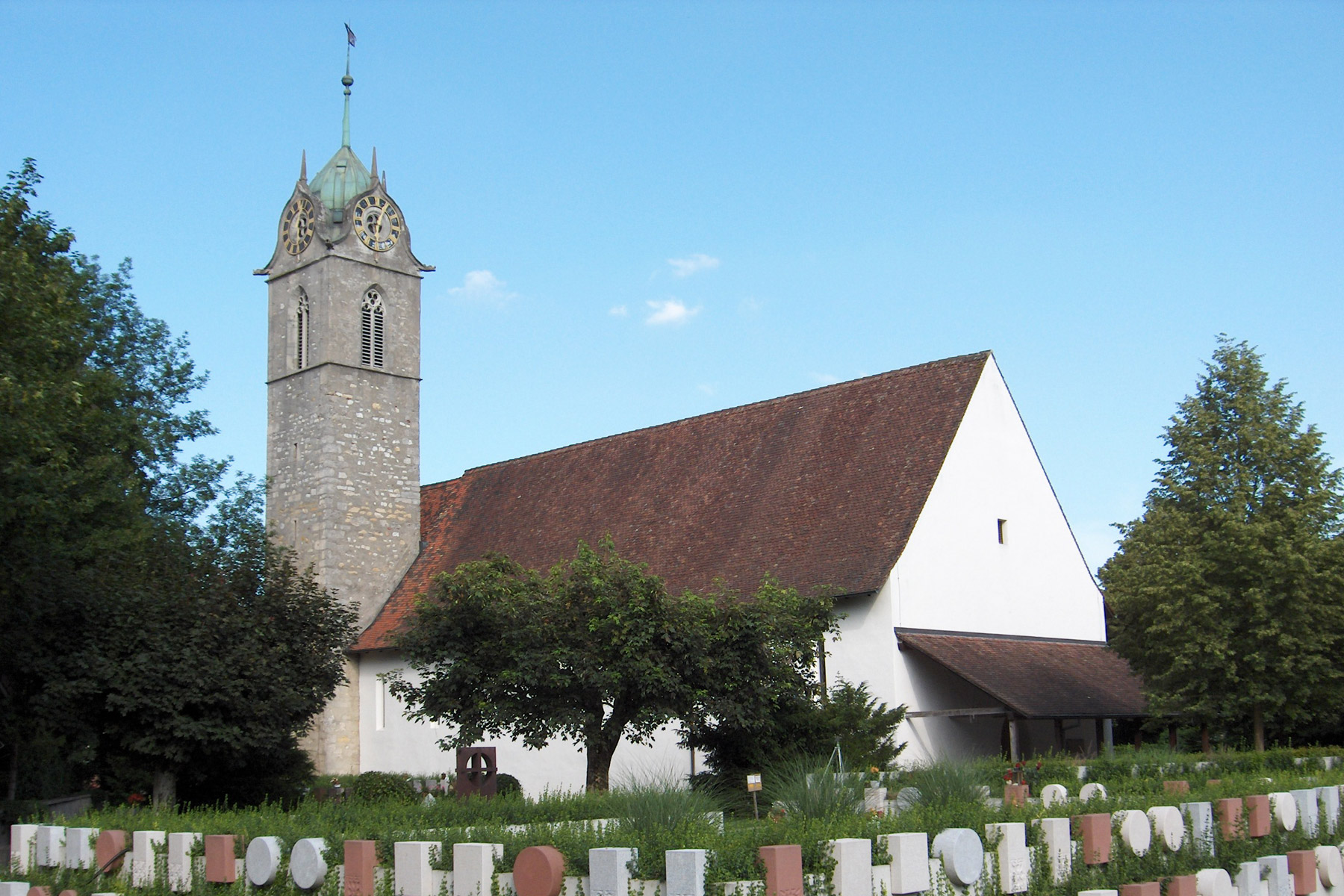
Реформистская церковь
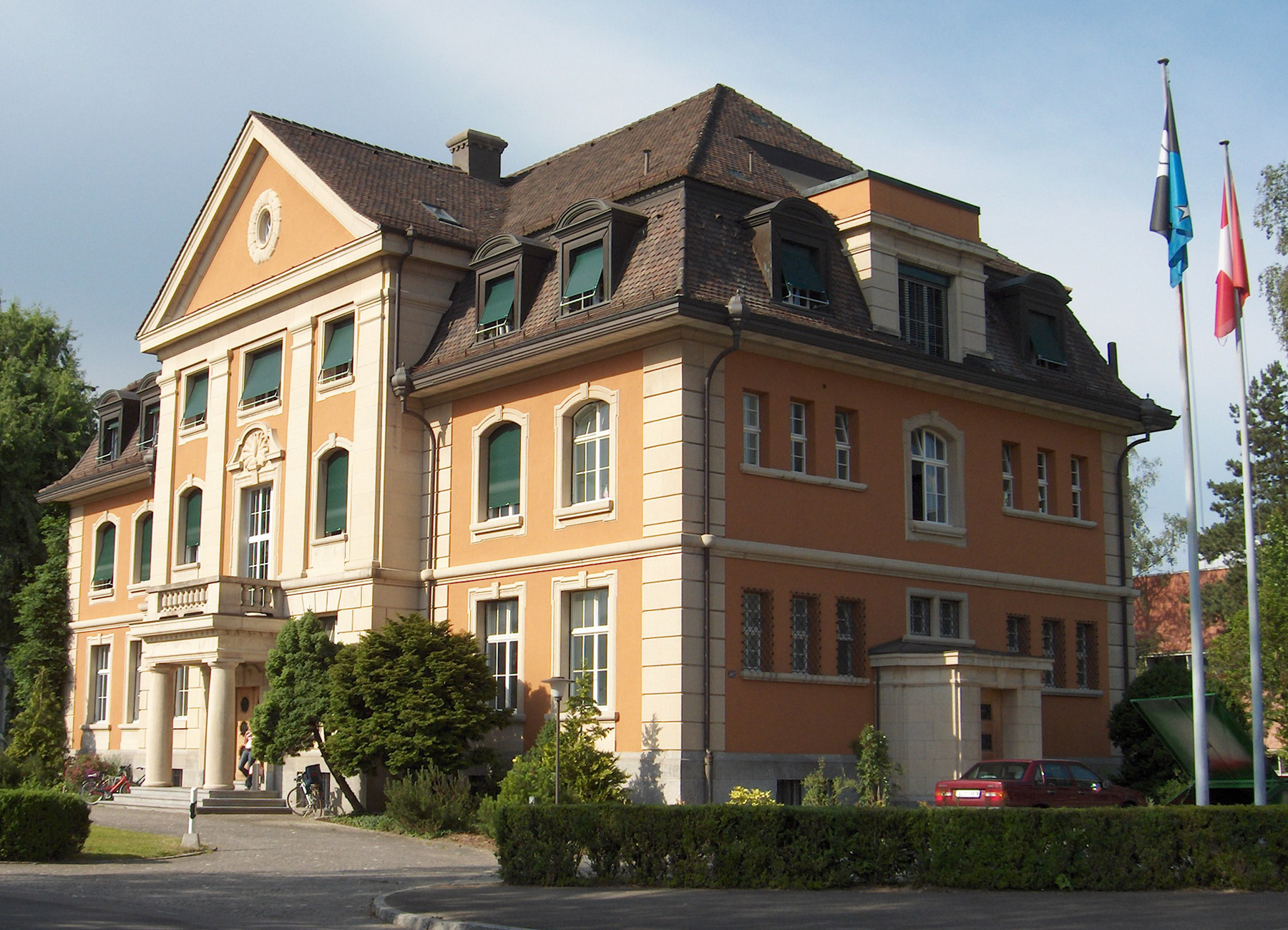
Вилла прядильного фабриканта